# Novodneprit
Novodneprit ist ein sehr selten vorkommendes Mineral aus der Mineralklasse der „Elemente“ mit der chemischen Zusammensetzung AuPb3 und ist damit chemisch gesehen eine intermetallische Verbindung aus Gold und Blei im Stoffmengenverhältnis 1 : 3.
Novodneprit kristallisiert im tetragonalen Kristallsystem, konnte aber bisher nur in Form mikroskopisch kleiner Einschlüsse bis etwa 7 µm in Olivin gefunden werden.

## Etymologie und Geschichte
Erstmals entdeckt wurde Novodneprit 2002 bei der mikroskopischen Untersuchung von Goldkonzentrat aus der Limonitzone der polymetallischen Gold-Arsen-Lagerstätte bei Novodneprovsk auf dem Gebiet Aqmola in Kasachstan. Die Publikation der Erstbeschreibung erfolgte 2006 durch K. S. Dusembaeva, V. L. Levin, P. E. Kotel’nikov und G. K. Bekenova, die das Mineral nach dessen Typlokalität benannten.

## Klassifikation
In der veralteten, aber teilweise noch gebräuchlichen 8. Auflage der Mineralsystematik nach Strunz gehörte der Novodneprit zur Mineralklasse der „Elemente (einschließlich natürliche Legierungen bzw. intermetallische Verbindungen, Carbide, Nitride, Phosphide und Silicide)“ und dort zur Abteilung der „Metalle und intermetallische Legierungen (ohne Halbmetalle)“, wo er zusammen mit Anyuiit, Auricuprid, Bogdanovit, Gold, Hunchunit, Kupfer, Silber, Tetra-Auricuprid und Yuanjiangit die „Kupfer-Reihe“ mit der System-Nr. I/A.01 bildete.
Die seit 2001 gültige und von der International Mineralogical Association (IMA) verwendete 9. Auflage der Strunz’schen Mineralsystematik ordnet den Novodneprit ebenfalls in die Abteilung der „Metalle und intermetallische Verbindungen“ ein. Diese ist allerdings weiter unterteilt nach den in der Verbindung vorherrschenden Metallen, die entsprechend ihrer verwandten Eigenschaften in Metallfamilien eingeteilt wurden. Novodneprit ist hier entsprechend seiner Zusammensetzung in der Unterabteilung „Kupfer-Cupalit-Familie“ zu finden, wo er nur noch zusammen mit Anyuiit und Khatyrkit die unbenannte Gruppe 1.AA.15 bildet.
Auch die vorwiegend im englischen Sprachraum gebräuchliche Systematik der Minerale nach Dana ordnet den Novodneprit in die Klasse und dort in die gleichnamige Abteilung der „Elemente“ ein. Hier ist er zusammen mit Anyuiit und Hunchunit in der Gruppe „Anyuiit und verwandte Legierungen“ mit der System-Nr. 01.01.04 innerhalb der Unterabteilung „Elemente: Metallische Elemente außer der Platingruppe“ zu finden.

## Kristallstruktur
Novodneprit kristallisiert tetragonal in der Raumgruppe I42m (Raumgruppen-Nr. 121) mit den Gitterparametern a = 11,954 Å und c = 5,89 Å sowie 8 Formeleinheiten pro Elementarzelle.

## Bildung und Fundorte
An seiner Typlokalität Novodneprovsk in Kasachstan fand sich Novodneprit in kugeligen (sphäroidischen) Gold-Aggregaten, wo er in enger Verwachsung mit Anyuiit die freien Räume zwischen den Goldkristallen besetzt.
Neben seiner Typlokalität sind bisher nur zwei weitere Fundorte für Novodneprit bekannt (Stand 2017). In Frankreich konnte das Mineral in einem Peridotit-Ausbiss am Étang de Lers (auch Lhers, L'Hers oder veraltet Lherz, siehe auch Lherzolith) im Département Ariège entdeckt werden. In der russischen Region Ostsibirien, genauer in der Republik Sacha, trat es in einer Platin-Gold-Lagerstätte im Inagli-Massiv innerhalb des Aldanhochlandes auf.